# يوشيهيسا إيشيدا
يوشيهيسا إيشيدا (باليابانية: 石田義久؛ بالكانا: いしだ よしひさ) هو منافس ألعاب قوى ياباني، ولد في 19 مايو 1944 في ميهارا في اليابان.

## وصلات خارجية
- يوشيهيسا إيشيدا على موقع أوليمبيديا (الإنجليزية)